# 六人晚餐
《六人晚餐》（英語：Youth Dinner），是一部于2017年上映的青春纯爱电影。改编自鲁迅文学奖得主鲁敏的同名小说，由窦骁、张钧甯领衔主演，2017年6月16日于中国大陆上映。

## 演员列表

### 主要演员
| 演员姓名 | 角色名称 | 介绍 |
| 窦骁     | 丁成功   | 喜欢林晓蓝。没有念高中，经常在铁道广场和人约架。擅长吹玻璃，后来在厂区的十字街开了一间很漂亮的玻璃屋。                                       |
| 张钧甯   | 林晓蓝   | 喜欢丁成功。顺利考上师范大学，而到外地念书。嫁给黄鑫，结局最后疑似已离婚。                                                                   |
| 吴刚     | 丁伯刚   | 丁成功，丁珍珍的爸爸，与苏琴曾是情人。后来得病，记忆混乱，被迎面而来的火车给撞上而去世。                                                     |
| 邬君梅   | 苏琴     | 林晓蓝、林晓白的妈妈，与丁伯刚曾是情人。不赞成林晓蓝和丁成功在一起，期望她能走出厂区，迎接更好的未来，但是不理解女儿的婚后生活其实并不快乐。 |
| 赵立新   | 黑皮     | 丁珍珍的先生。收集废铜烂铁，先是低价买了，而后高价卖出。                                                                                     |
| 俞灏明   | 林晓白   | 林晓蓝的弟弟。原本是个小胖子，经常被欺负，后来在念大学期间瘦身成功，凯旋归来。                                                               |

### 其他演员
| 演员姓名 | 角色名称       | 介绍                                                                           |
| 尹馨梓   | 丁珍珍         | 丁成功的妹妹。嫁给黑皮，和他一起收购废铜烂铁，然后高价卖了。                   |
| 姜尘     | 古丽           | 林晓蓝的闺蜜，没有如愿考上大学。                                               |
| 崔文璐   | 林晓白（青年） | 某次被小混混欺负时，丁成功正好撞见，挺身救了他，从此成功哥便成了他最崇拜的人。 |
| 陈欢     | 黄鑫           | 林晓蓝的先生。婚后经常花天酒地，并没有真心对待林晓蓝。                         |